# Jerry Heil

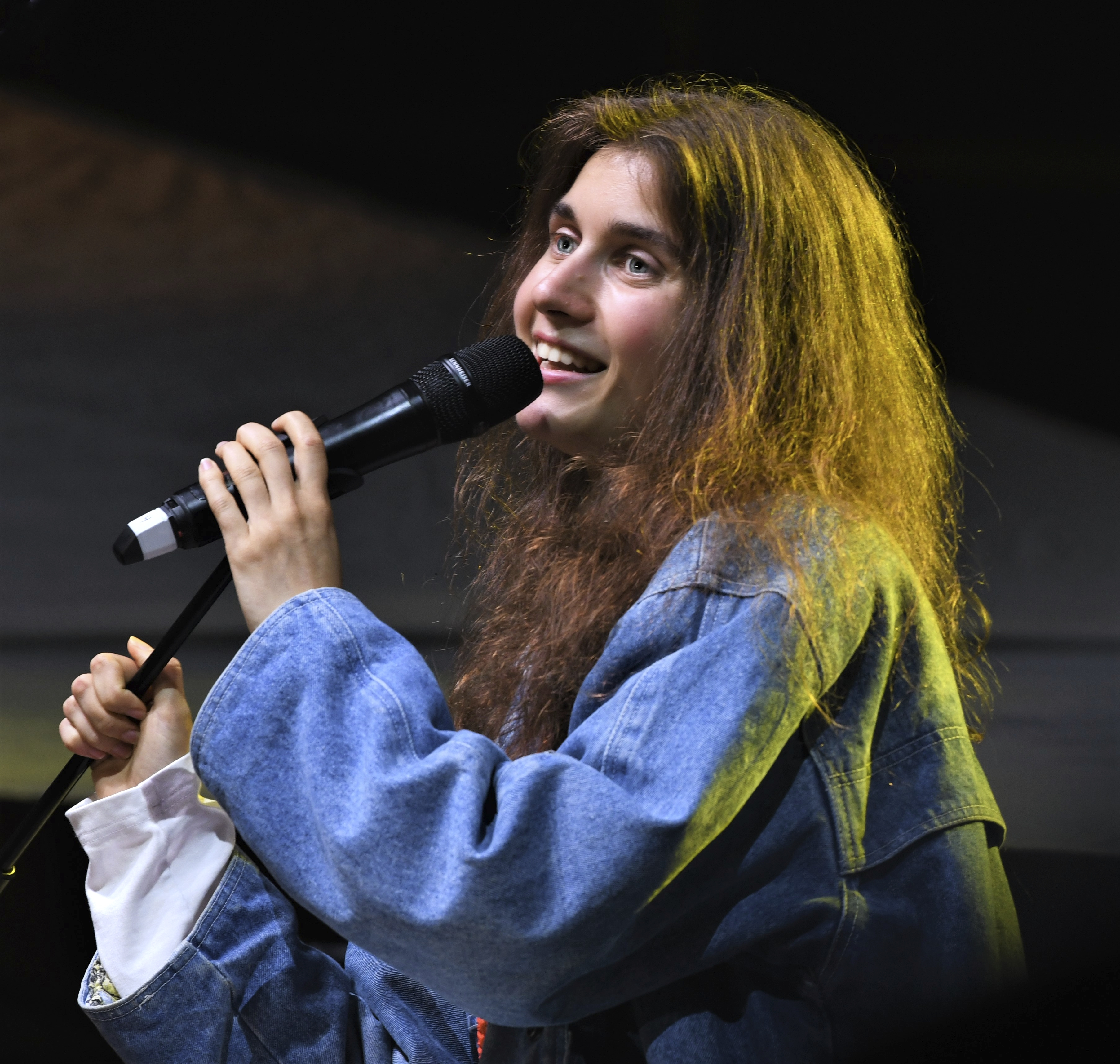
Jerry Heil in Toronto (2022)

Jerry Heil (bürgerlich Jana Oleksandriwna Schemajewa, ukrainisch Яна Олександрівна Шемаєва, * 21. Oktober 1995 in Wassylkiw) ist eine ukrainische Singer-Songwriterin, Synchronsprecherin, YouTuberin und Aktivistin.

## Biografie
Sie besuchte im Alter von drei bis fünfzehn Jahren eine Musikschule, danach das R.-Glière-Institut der Musik in Kiew und anschließend die Nationale Musikakademie der Ukraine Peter Tschaikowski.
Mit 16 lud sie ihr erstes YouTube-Video, eine Coverversion von Somewhere Only We Know von Keane, hoch. 2012 begann sie aktiv Videos mit Coverversionen der Lieder von westlichen und ukrainischen Künstlern wie The Hardkiss, Twenty One Pilots und Kodaline hochzuladen.

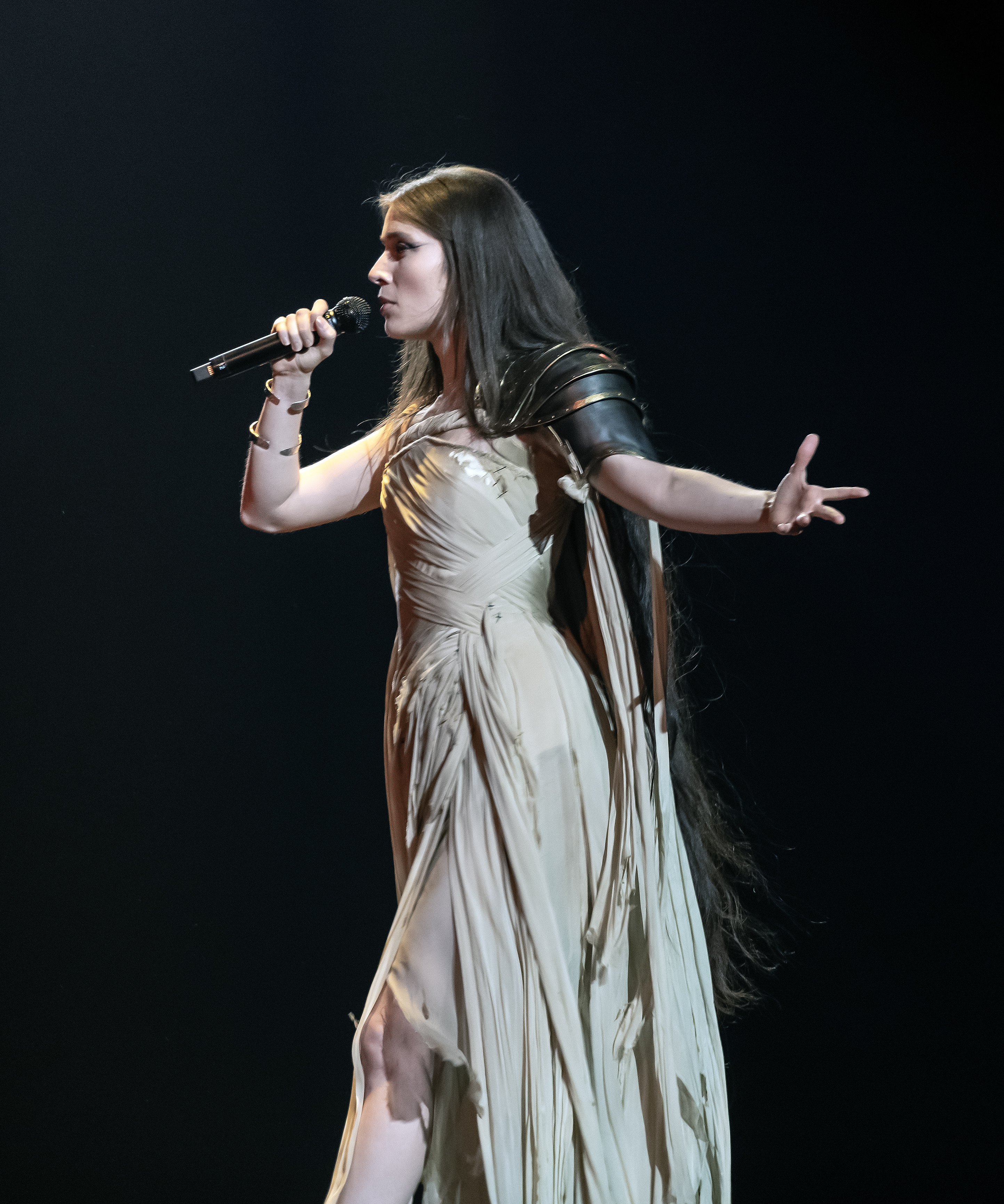
Jerry Heil bei einer Probe zum Eurovision Song Contest 2024

Ihr Künstlername kommt von dem Namen, den sie in ihrer Jugend auf ihrer Seite auf vk.com verwendet hat. „Jerry“ kommt von Tom und Jerry. Ihr ehemaliger Benutzername war „Jerry Mouse.“ Der Name „Heil“ war der erste US-amerikanische Nachname, den sie im Internet fand. „Heil“ wird wie der Name Hale ausgesprochen. Im Nachhinein hält sie die Wahl dieses Künstlernamens für „ein wenig stumpfsinnig.“
2017 veröffentlichte sie ihr erstes Extended Play. Im August 2018 drohte Comp Music, der Lizenzinhaber der Universal Music Group in der Ukraine, mit einer Urheberrechtsbeschwerde gegen ihren YouTube-Kanal, da sie ohne Erlaubnis eine Coverversion von Believer von Imagine Dragons hochgeladen hatte. Das Musiklabel AIR Music verhandelte zu Schemajewas Gunsten. Im selben Jahr nahm sie am ukrainischen Ableger von The X Factor teil.
Sie hatte 2019 ihren Durchbruch mit der Single #ОХРАНА_ОТМЄНА. Nastja Kamenskich und Wera Galuschka haben das Lied auf den Seiten ihrer sozialen Netzwerke bekannt gemacht und positive Kritiken vergeben. Im selben Jahr veröffentlichte Schemajewa ihr erstes Studioalbum Ja Jana. Das Musikvideo dazu hat auf YouTube über 18 Millionen Aufrufe. Am 4. Oktober war ihr erstes Solokonzert in Kiew. Sie war Finalistin bei Widbir 2020 und hat dabei Fans im Rest von Europa gewonnen.
Mitte 2022 trat sie auf Konzerten und Demonstrationen gegen den russischen Überfall auf die Ukraine in mehreren europäischen Ländern wie den Niederlanden, Dänemark, Polen und Deutschland, darunter bei der Fête de la Musique in Berlin, auf. Auf diesen Konzerten wurden mindestens 1 Million Euro Spenden für humanitäre Hilfsorganisationen und Drohnen für die ukrainischen Streitkräfte gesammelt. Billie Eilish präsentierte bei einem Konzert am 1. Juni in Bonn eine ukrainische Flagge, die sie von Schemajewa geschenkt bekam. Später im selben Jahr schrieb sie sich im Berklee College of Music ein.
Im Finale von Widbir 2023 erreichte sie den dritten Platz. Beim Music Moves Europe Talent Award 2023 hat sie zudem den Publikumspreis gewonnen. Im April veröffentlichte sie das Musikvideo zu dem Lied Na nebi ni sori (deutsch Es gibt keine Sterne im Himmel), dessen Text von der Schlacht um Bachmut handelt.
Schemajewa hat zusammen mit der Rapperin Alyona Alyona die Ukraine beim Eurovision Song Contest 2024 vertreten. Mit dem Lied Teresa & Maria erreichten sie den dritten Platz.
Am 16. Mai 2025 veröffentlichte Schemajewa zusammen mit der niederländischen Symphonic-Metal-Band Within Temptation die Single Sing Like A Siren.

## Diskografie
Studioalben
- 2019: Ja Jana / Secret Service Digital & Publishing LTD
- 2021: Mandaryny I Oleni / Secret Service Digital & Publishing LTD
- 2025: АРХЕТИПИ

EPs
- 2017: Де мій дім / Vidlik
- 2021: #ОСОБИСТЕ / Secret Service Digital & Publishing LTD
- 2022: Dai Boh / ENKO mit Lizenz von Columbia Records (mit Alyona Alyona)
- 2024: Maria
- 2024: Apple Music Sessions (mit Alyona Alyona)

Singles (Auswahl)
- 2019: #ОХРАНА_ОТМЄНА / Best Music
- 2020: Nebejbi  / Secret Service Digital & Publishing LTD
- 2021: Plaksa / Secret Service Digital & Publishing LTD (mit Anna Trintscher)
- 2021: Хвилі / Come True GmbH mit Lizenz von Columbia Records (mit Kalush)
- 2022: #ПОШТА
- 2022: Rasom Do Peremohy / Secret Service Digital & Publishing LTD
- 2022: Рідні мої / ENKO mit Lizenz von Columbia Records (mit Alyona Alyona)
- 2022: #МОСКАЛЬ_НЕКРАСІВИЙ / ENKO (mit Verka Serduchka)
- 2022: WHEN GOD SHUT THE DOOR / ENKO
- 2022: KUPALA / ENKO mit Lizenz von Columbia Records (mit Alyona Alyona & Elaiza)
- 2022: Кохайтеся Чорнобриві
- 2022: КОЗАЦЬКОМУ_РОДУ
- 2023: ТРИ ПОЛОСИ
- 2023: BRONIA / ENKO (mit Krystian Ochman)
- 2024: Teresa & Maria / ENKO (mit Alyona Alyona)
- 2025: Sing Like A Siren / Force Music Recordings (mit Within Temptation)

## Auszeichnungen für Musikverkäufe
| Goldene Schallplatte - Griechenland - 2025: für die Single Teresa & Maria - Polen - 2024: für die Single Teresa & Maria |

| Land/RegionAuszeichnungen für Musikverkäufe (Land/Region, Auszeichnungen, Verkäufe, Quellen) | Gold     | Platin | Verkäufe | Quellen         |
| -------------------------------------------------------------------------------------------- | -------- | ------ | -------- | --------------- |
| Griechenland (IFPI)                                                                          | Gold1    | —      | 10.000   | Einzelnachweise |
| Polen (ZPAV)                                                                                 | Gold1    | —      | 25.000   | olis.pl         |
| Insgesamt                                                                                    | 2× Gold2 | —      |          |                 |

## Filmografie
- Synchronsprecherin von Bethany in Die Addams Family (2019)[22]